# 톰 식스
톰 식스(Tom Six, 1973년 8월 29일 ~ )는 네덜란드의 영화 감독이다.

## 출연 작품
- 휴먼 센티피드 3  (2015)
- 휴먼 센티피드 2 (2011)
- 휴먼 센티피드 (2009)